# Herval d’Oeste
Herval d'Oeste – miasto i gmina w Brazylii, w stanie Santa Catarina. Znajduje się w mezoregionie Oeste Catarinense i mikroregionie Joaçaba.